# Siglistorf

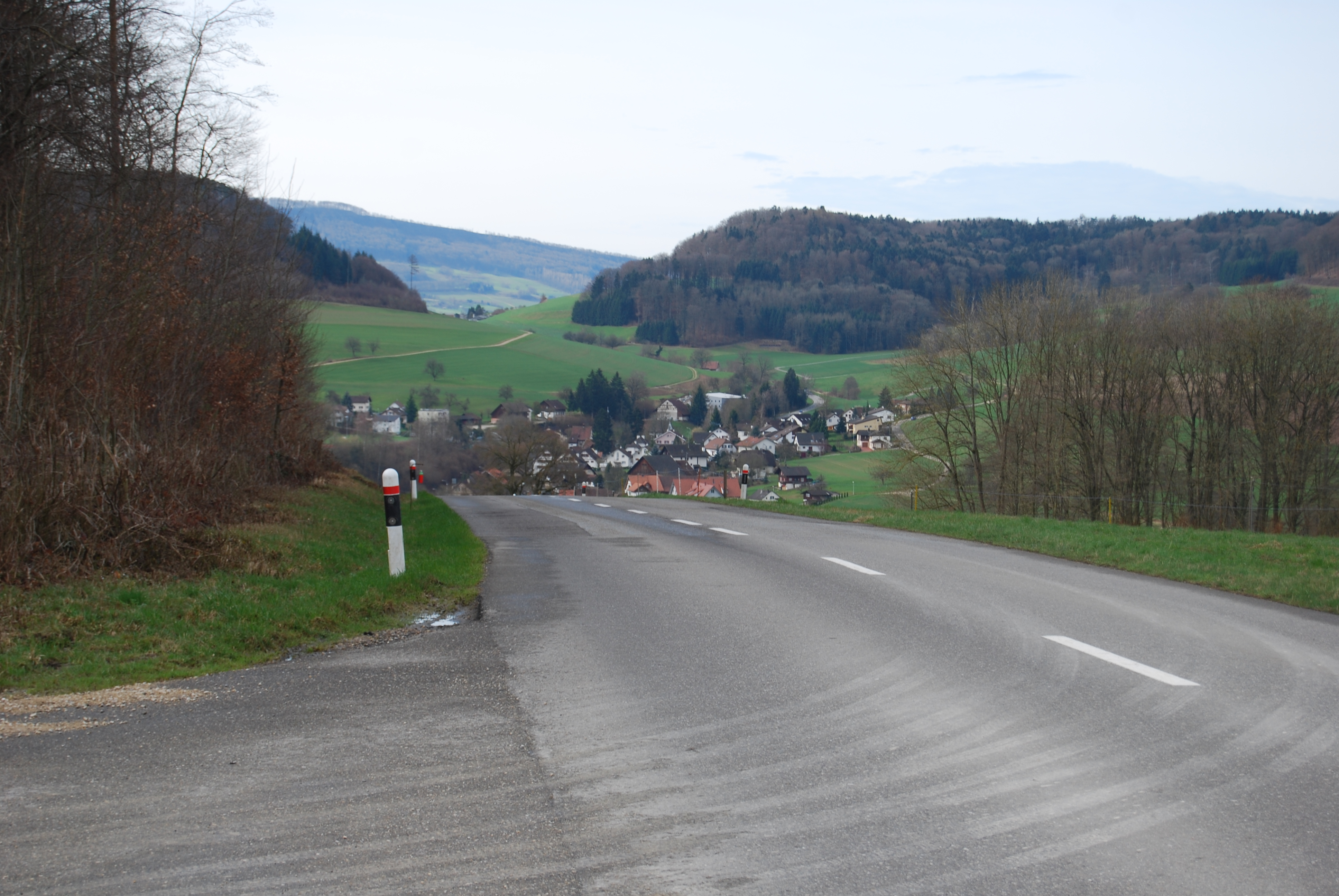
Siglistorf

Siglistorf is een gemeente en plaats in het Zwitserse kanton Aargau en maakt deel uit van het district Zurzach.
Siglistorf telt 627 inwoners.